# Theophilus (Mondkrater)
Mondkrater Theophilus ist eine kreisförmige Senke im Boden des Erdmondes nahe der sichtbaren Mondmitte. Er hat – wie viele so genannte Ringgebirge – einen hohen ringförmigen Wall (Kraterrand) und in der Mitte eine Gruppe von Zentralbergen. Benannt ist er nach Theophilus von Alexandria.
Sein Durchmesser beträgt 105 Kilometer, seine Wallhöhe über sechs Kilometer. Man hatte auf Grund seiner Form früher vermutet, dass er vulkanischen Ursprungs sei, doch sind fast alle Mondkrater durch Einschläge von Meteoriten entstanden. Der Asteroid, dessen Einschlag das Ringgebirge aufgeworfen hat, war etwa fünf Kilometer groß. Durch das bei der Explosion herausgeworfene Material liegt der Boden des Einschlagkraters etwas tiefer als die Umgebung.
In selenografischen Koordinaten angegeben, liegt Theophilus zwischen 10° und 13° südlicher Breite, sowie 25°–28° östlicher Länge. Der Innenhang seines Walles weist deutliche Terrassen auf, was ihn zu einem der schönsten Mondobjekte macht.
Neben dem Theophilus liegt die Sinus Asperitatis.
| Buchstabe | Position           | Durchmesser | Link |
| --------- | ------------------ | ----------- | ---- |
| B         | 10,61° S, 25,21° O | 8 km        |      |
| E         | 6,89° S, 23,96° O  | 22 km       |      |
| F         | 8,03° S, 25,96° O  | 12 km       |      |
| G         | 7,23° S, 25,76° O  | 19 km       |      |
| K         | 12,61° S, 26,29° O | 7 km        |      |
| W         | 7,82° S, 28,59° O  | 4 km        |      |